# メガ・シャークVSメカ・シャーク
『メガ・シャークVSメカ・シャーク』（メガ・シャーク バーサス メカ・シャーク、原題：Mega Shark Versus Mecha Shark）は、アメリカ合衆国のビデオ映画。『メガ・シャークVSクロコザウルス』の続編。

## あらすじ
メガ・シャークとクロコザウルスとの戦いから数年。エジプトまで運ばれてきた氷山から、突如としてメガ・シャークが出現する。三度復活したメガ・シャークを前に、国連は全海域の封鎖を決定。猛威を振るうメガ・シャークを倒すため、試運転前であったが最新兵器「メカ・シャーク」が出撃する。だが、圧倒的な強さを誇るメガ・シャークの前にメカ・シャークと軍は苦戦する。はたして人類はメガ・シャークを倒すことができるのだろうか。

## 登場する海獣
メガ・シャーク
三度人類の前に現れた巨大サメ。今回は二匹目である。氷山の中から突如復活した。劇中で全長60メートルと説明されている。前作同様、凄まじいまでのパワーで人類を追い詰める。
メカ・シャーク
メガ・シャークと二度の戦いを経て国連が対メガ・シャーク用に科学の粋を結集して開発した最終兵器。乗員は1名で、人工知能によって制御される。主武装はUGM-133 バリスティック（弾道）魚雷。キャタピラーを展開して地表を移動する陸上モードにも変形可能。メガ・シャークに対抗できるだけの性能を持つが、実戦ではトラブル続きでまともに機能せず、メガ・シャークに苦戦を強いられる。

## キャスト
※括弧内は日本語吹替
- ロージー - エリザベス・ローム（早川舞）
- ジャック - クリストファー・ジャッジ（黒澤剛史）
- エングルバーグ提督 - マット・レーガン (三上哲)
- エマ・マクニール - デボラ・ギブソン (桜井ひとみ)
- サンディ - ハンナ・レヴィーン (米倉希代子）

- その他の日本語吹き替えキャスト
- ネロ - 井川秀栄
- キース - 赤坂柾之
- 牧師 - 野地将年

伊原浩史／渡邉惇／今井戒／志摩淳

## 主題歌
主題歌にはアメリカの音楽グループ The Velvet Teapartyの『Crash』が使用されている。

## テレビ放送
2015年12月31日、2:05 - 3:35（JST）、テレビ東京にて「年忘れロードショー」として地上波初放送（二ヶ国語放送）。

## パロディ
- アニメ『PUI PUI モルカー』にて本作のオマージュが見られる[2]。